# ОШ „Бошко Буха” Штрпци
ОШ „Веселин Маслеша” је једна од основних школа на подручју општине Рудо. Налази се Штрпцима на адреси Штрпци бр. 60. Име је добила по Бошку Бухи учеснику Народноослободилачке борбе, пиониру и борцу-бомбашу Друге пролетерске бригаде и народном хероју Југославије.

## Историјат
Основна школа „Бошко Буха“ баштини традицију школства дугу скоро 140 година. Прва основна школа у руђанском крају почела је са радом 1884/1885. у Штрпцима. Школа је била смјештена у кући Миладина Анџића, а први учитељ је био Алекса Буњевчић. Ову, тада четвороразредну школу, похађала су само мушка дјеца из околних села: Будимлије, Бијелог Брда, Оскоруше, Вардишта, Горње Ријеке, Добруна, Божовића, Трнаваца, Борановића, Мокронога. Штрпци у вријеме Аустроугарске постају важно културно и духовно мјесто окупљања становништва овог краја. Подиже се нова зграда школе 1903, затим Црква Рођења Пресвете Богородице 1906. (освећена 1908. године), отвара се Српска читаоница 1907, и Пододбор друштва „Просвјета“, затим, основана је прва Земљорадничка задруга по систему Рајфајзен 1907. године. Школа је без престанка, са измјенама у кадру, управи и организацији, радила и након Првог свјетског рата у новој држави Краљевини СХС, као и током Другог свјетског рата, те након њега. Године 1962. саграђена је нова зграда са четири учионице и двије канцеларије. Будући да се из године у годину повећавао број ученика, а самим тим и наставног кадра, направљен је нови објекат школе који је усељен 1978. године. Од октобра 1960/1961 долази до интегрисања осмогодишњих школа. Основној школи у Штрпцима, која се од тада зове Основна школа „Бошко Буха“ припале су подручне школе у Увцу, Будимлији и Цвркотама. Данас школа обухвата једну централну школу и пет подручних одјељења:
Централна школа у Штрпцима – деветогодишња
Подручно одјељење у Миочу – деветогодишња
Подручно одјељење у Увцу – петогодишња
Подручно одјељење у Мокронозима – петогодишња
Подручно одјељење у Оскоруши – петогодишња
Подручно одјељење у Будимлији – петогодишња.